# رابطة كربون-كربون
رابطة كربون-كربون عبارة عن رابطة كيميائيّة تساهميّة بين ذرّتي كربون. إنّ أكثر نمط شائع للروابط بين ذرّات الكربون هو الرابطة الأحاديّة، وهي رابطة تتألّف من إلكترونين اثنين، واحد من كلّ ذرّة، وهي رابطة من النوع سيغما، والتي تتشكّل نتيجة تهجين من النوع sp3 بين المدارات الذرية للكربون. على سبيل المثال، فإن الرابطة بين ذرّتي الكربون في الإيثان H3C-CH3 هي من هذا النوع.
هناك نوع آخر من الروابط بين ذرّات الكربون وهو الرابطة المضاعفة، والتي تنشأ من تهجين المدارات من النوع sp2. مثال على ذلك الروابط بين الكربون في حلقة البنزين. هناك أيضاً الرابطة الثلاثية بين ذرّات الكربون، والتي لها تهجين من النوع sp، وهي المميّزة لمركّبات الألكاينات.
يعدّ الكربون أحد العناصر الكيميائيّة القلائل التي يمكنها إنشاء سلاسل طويلة من نفس الذرّة. كما أنّ قوة الرابطة بين ذرّات الكربون يعدّ عاملاً إضافيّاً على ثباتيتها، وإمكانيّة تشكيل عدد كبير من الجزيئات.
إنّ الروابط بين ذرّات الكربون لا تكون مستقيمة فقط (مركبات نظاميّة)، بل يمكن أن يحدث تفرّع للسلسلة الكربونيّة، وبالتالي يمكن التمييز بينها حسب ذرّات الكربون المجاورة إلى:
- ذرّة كربون أوليّة: وهي المرتبطة بذرّة كربون واحدة
- ذرّة كربون ثانويّة: وهي المرتبطة بذرّتي كربون
- ذرّة كربون ثالثيّة: وهي المرتبطة بثلاث ذرّات كربون
- ذرّة كربون رابعيّة: وهي المرتبطة بأربع ذرّات كربون

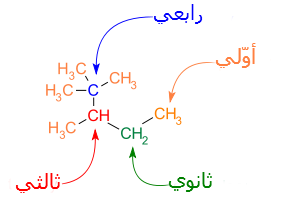
أنواع الذرّات في الروابط كربون-كربون في 3،2،2-ثلاثي ميثيل البنتان.

## الاصطناع
إنّ تفاعلات تشكيل الرابطة كربون-كربون هي تفاعلات عضوية تهدف إلى تشكيل الروابط بين ذرّات الكربون. وهي تفاعلات مهمّة في تحضير العديد من المركّبات المهمّة في مجال صناعة الأدوية وفي صناعة اللدائن.
من الأمثلة على هذه التفاعلات تفاعل ألدول وتفاعل ديلز-ألدر وإضافة كاشف غرينيار إلى مجموعة كربونيل، وتفاعل هيك وتفاعل مايكل وتفاعل فيتيغ.